# Kosuke Kitani
Kosuke Kitani (Kamagaya, 9 oktober 1978) is een Japans voetballer (verdediger) die sinds 2010 voor de Japanse eersteklasser Sagan Tosu uitkomt. Voordien speelde hij voor Omiya Ardija en Vegalta Sendai.